# Siegel Niues

Siegel Niues

Das Siegel Niues, einer  seit 1974 durch einen Assoziierungsvertrag mit Neuseeland verbundenen isolierten Koralleninsel im Südpazifik in der Nähe von Tonga, wurde in seiner heutigen Form am 29. September 2021 eingeführt.

## Beschreibung
Es zeigt eine Krone auf einem äußeren Kreis in Form eines blauen Leis aus 14 verbundenen Muscheln, an dessen Ende sich ein Spruchband mit der Aufschrift Atua, Niue Tukulagi (Gott, Niue  in Ewigkeit) mit zwei gekreuzten Katoua (Keulen) davor befindet. Innerhalb des Lei zeigt das Siegel unter der Aufschrift Public Seal of Niue einen inneren Kreis aus Hiapo-Elementen (siehe Tapa). In diesem befindet sich ein grüner Baum.

## Bedeutung
Die Edwardskrone repräsentiert den neuseeländischen König (derzeit Charles III.), die historische Verbundenheit mit Großbritannien und die Ankunft des Evangeliums. Die Position der Krone auf dem äußeren Kreis symbolisiert den Respekt, den das niueanische Volk seinem Souverän entgegenbringt.
Die 14 Muscheln des äußeren Kreises stehen für die 14 Dörfer der Insel, der Lei symbolisiert Ehre, Gastfreundschaft und Respekt. Die Kreisform deutet auf die Verbundenheit Niues mit dem Rest der Welt hin. Zudem stellt der äußere Kreis eine Nabelschnur dar als Symbol der spirituellen Verbindung des niueanischen Volks mit dem Land und dem umgebenden Ozean.
Der innere Kreis repräsentiert die einzigartige Umwelt Niues und den Geist der Einheit des Volkes, um die natürlichen Ressourcen zu sammeln, zu bewachen und zu schützen. Die dreieckigen Hiapo-Elemente symbolisieren Korallen und die raue, felsige Küste der Insel.
Der Baum steht für das Leben.
Die Keulen stehen für Verteidigung und Sicherheit.

## Geschichte

Siegel Niues bis 2021

Von 1974 bis 2021 zeigte das Siegel das Wappen Neuseelands in einem schwarzen Kreis mit der Umschrift PUBLIC SEAL OF NIUE.